# 클로드 마켈렐레
클로드 마켈렐레 신다(프랑스어: Claude Makélélé Sinda, 1973년 2월 18일, 콩고 민주 공화국 킨샤사 ~ )는 프랑스의 은퇴한 축구 선수이다.

## 클럽 경력

### 어린 시절
마켈렐레는 자이르 (현 콩고 민주 공화국)의 킨샤사에서 태어났다. 4살이었던 1977년 가족과 함께 파리시 근교의 사비니 르 뗌쁠(Savigny-le-Temple)로 이사하였다. 그의 아버지인 안드레 조제프 마켈렐레(André-Joseph Makélélé)는 콩고 민주 공화국 축구 국가대표팀 선수였으며, 벨기에의 주필러 리그에서 선수 생활을 마감하였다.
마켈렐레는 16살이 되기 전까지 이곳에서 살았으며, 16살 때 브르타뉴 지방의 브레스트의 트레이닝 센터에 들어갔다. 가족과 처음으로 떨어져 생활하게 된 마켈렐레는, 브레스트의 트레이닝 아카데미에서의 생활이 적응하기 힘들었다고 하였다.
마켈렐레는 18살이던 1991년 12월 FC 낭트에 스카웃되었다. 1992-93 시즌의 초반, 마켈렐레는 낭트의 1군에서 플레이를 하였다. 당시 낭트는 리그 1에 속해있었다. 마켈렐레는 이곳에서 다섯 시즌을 뛰었고, 1995년에는 리그 우승을 차지하였으며, 그 다음 시즌에는 UEFA 챔피언스리그의 4강까지 진출하였다.
1997년에 마켈렐레는 올랭피크 드 마르세유로 이적하였고, 이곳에서 한 시즌을 뛰었다. 그 다음 시즌엔 프리메라리가의 셀타 비고로 이적하였고, 이곳에서 두 시즌 동안 뛰었다.

### 레알 마드리드
마켈렐레는 2000년에 레알 마드리드로 이적하였다. 이 당시 셀타 비고는 마켈렐레를 팔기를 원치 않아, 그에게 새로운 계약을 제시하였다. 하지만, 마켈렐레는 훈련을 거부하면서까지 이적을 요구하였다. 셀타 비고는 할 수 없이 마켈렐레를 레알 마드리드로 이적시켰다.
레알 마드리드에서 마켈렐레는 두 번의 리그 우승과 한 번의 UEFA 챔피언스리그, 수페르코파 데 에스파냐, UEFA 슈퍼컵, 인터콘티넨털컵(현 FIFA 클럽 월드컵)에서의 우승을 차지하였다. 이러한 성과로 마켈렐레는 세계 최고의 수비형 미드필더로 인정받기 시작하였다.
하지만 마켈렐레는 팀에서 저평가된 선수 중 하나였다. 팀 동료였던 지네딘 지단, 루이스 피구, 라울 곤살레스, 호나우두, 호베르투 카를루스, 스티브 맥마나만, 구티와 비교하면 매우 적은 연봉을 받고 있었다. 2003년 여름, 데이비드 베컴이 레알 마드리드로 이적해오자, 마켈렐레는 팀내에서의 입지가 위협받고 있다고 생각하였다. 마켈렐레는 연봉을 올려달라며 파업도 불사하며 새로운 계약을 팀에 제시하였지만 레알의 경영진은 이를 거절하였다. 제안이 거절당하자, 마켈렐레는 이적을 요청하였고, 첼시 FC와 계약을 맺는다. 당시 레알의 회장이었던 플로렌티노 페레즈(Florentino Pérez)는 마켈렐레가 이적하였지만 아쉬울 것이 없다는 반응을 보였다.
하지만 지네딘 지단의 경우, 페레즈와는 다른 의견을 가지고 있었다. 전 레알 마드리드의 선수였던 페르난도 이에로도 마켈렐레와 자신의 이적에 대해 비판하였다.

### 첼시

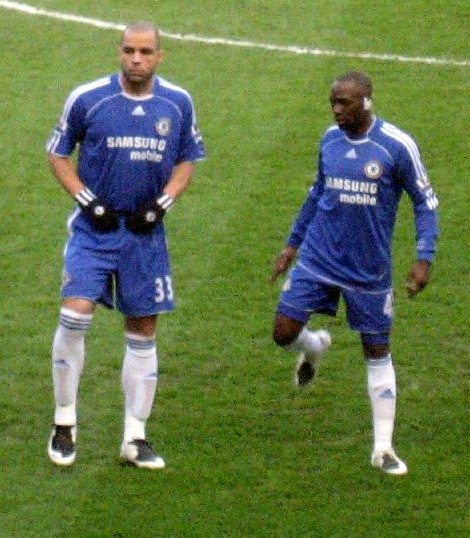
마켈렐레(오른쪽)과 팀동료인 알레스.

2003년 여름에 마켈렐레는 첼시 FC와 계약에 합의하였다. 당시 감독이었던 클라우디오 라니에리는 마켈렐레가 팀의 "배터리"와 같은 역할을 할 것이라 하였다. 하지만 첼시는 2003-04 시즌에 우승을 거두는 데 실패하였다. 프리미어리그에서는 2위를 차지하였고, UEFA 챔피언스리그에서는 AS 모나코에게 패배하여 4강에서 탈락하였다.
라니에리는 경질되었고, 조제 모리뉴가 첼시의 감독을 맡게 되었다. 마켈렐레는 수비형 미드필더를 맡아 프랭크 램퍼드, 조 콜, 아르연 로번, 데미안 더프, 에이뒤르 그뷔드요흔센, 디디에 드로그바 등이 마음껏 공격할 수 있도록 하였다. 2004-05 시즌 막바지의 찰턴 애슬래틱과의 경기에서, 마켈렐레는 페널티킥 키커로 나섰다. 페널티킥은 찰턴의 골키퍼에게 막혔으나, 리바운드된 공을 다시 차넣어 득점을 올렸다. 이 경기에서의 승리로 첼시는 프리미어리그 우승을 확정지었다. 첼시는 프리미어리그뿐만 아니라 리그 컵에서도 우승을 거두었다. 모리뉴는 마켈렐레를 "이번 시즌 첼시의 최고의 선수"라 칭하였다.
2005년 9월, 마켈렐레는 국제 축구 선수 협회(FIFPro)에서 선정한 베스트 11에 선정되었다. 이 시즌에 프리미어리그와 FA 커뮤니티 실드에서도 우승을 차지하였다.
2006년 3월에 풀럼과의 경기에서 첼시는 0-1로 패배하였다. 당시 감독이었던 크리스 콜먼(Chris Coleman)은 첼시전에서 다음과 같은 전술을 사용하였다고 말하였다. 풀럼이 공을 소유하고 있을 때는 마켈렐레를 피하여 측면공격수들을 주로 활용하고, 첼시가 공을 소유하고 있을 때는 마켈렐레를 집중마크하였다. 마켈렐레가 제 역할을 수행할 수 없게 되자, 첼시는 패배하였다. 크리스 콜먼은 마켈렐레는 단순한 수비형 미드필더가 아니라 첼시의 후방에서 팀의 공격을 조율하는 역할이며, 대부분의 공격이 그를 거쳐갔다고 덧붙였다. 마켈렐레가 집중마크를 당하자, 프랭크 램퍼드와 마이클 에시엔은 공격에만 전념할 수 없었기 때문에 첼시의 공격이 잘 풀리지 않았다고 설명하였다.
2007-08 시즌 초반, 마켈렐레는 부상으로 인해 얼마간 결장하였다. 하지만 그 이후 꾸준히 경기에 출전하며 팀을 챔피언스리그 결승전까지 이끌었다. 하지만 결승전에서 맨체스터 유나이티드에 패배하며 준우승을 거두었다.

### 파리 생제르맹
2008년 여름 마켈렐레는 첼시를 떠나겠다고 선언하고 프랑스 리그 1의 파리 생제르맹으로 이적하였다. 그리고 2011년 그는 현역생활을 마감하였다.

## 국가대표 경력
마켈렐레는 프랑스 대표팀에서 성공적인 경력을 보냈다. 1995년 7월 22일 노르웨이와의 경기에서 A매치 데뷔전을 치렀다. 1996년 하계 올림픽에도 프랑스 올림픽 대표팀의 일원으로 출전하였다.
마켈렐레는 2002년 FIFA 월드컵에 프랑스 국가대표팀의 일원으로 참가하였지만 덴마크와의 경기에만 출장하였고 프랑스는 1라운드에서 탈락하였다. 마켈렐레는 UEFA 유로 2004에도 프랑스 대표팀의 일원으로 참가하였다.
마켈렐레는 2004년 9월, 국가대표팀에서 은퇴하겠다고 선언하였다. 하지만 2005년 8월 지네딘 지단, 릴리앙 튀랑과 함께 대표팀에 복귀하였고, 2006년 FIFA 월드컵에 참가하였다. 마켈렐레는 수비형 미드필더로 출전하여 스페인, 브라질, 포르투갈과의 경기에서 크게 활약하였다. 특히 스위스와의 조별예선 경기에서 마켈렐레는 경기 최우수 선수에 선정되기도 하였다. 결승전에서 이탈리아에게 승부차기로 패한 후, 마켈렐레는 국가대표팀에서 은퇴하겠다고 또다시 선언하였다.
하지만 그 이후에도 마켈렐레는 당시 첼시의 감독인 조제 모리뉴와 프랑스 대표팀 감독 레이몽 도메네크 감독 간의 마찰이 있었으나 UEFA 유로 2008 예선과 UEFA 유로 2008에도 프랑스 축구 국가대표팀의 일원으로 참가하였다. 조별 예선 루마니아와의 경기에서 마켈렐레는 경기 최우수 선수로 선정되었다. 하지만 프랑스는 조별 예선에서 탈락하였고, 2008년 6월 17일에 마켈렐레는 릴리앙 튀랑과 함께 대표팀을 은퇴하겠다고 공식 선언하였다.

## 수상

#### 낭트
- 리그 1 : 1994-95

#### 레알 마드리드
- 프리메라리가 : 2000-01, 2002-03
- 수페르코파 데 에스파냐 : 2001, 2003
- UEFA 챔피언스리그 : 2001-02
- UEFA 슈퍼컵 : 2002
- 인터콘티넨털컵 : 2002

#### 첼시
- 프리미어리그 : 2004-05, 2005-06
- 풋볼 리그 컵 : 2004-05, 2006-07
- FA컵 : 2006-07
- FA 커뮤니티 실드 : 2005

#### 파리 생제르맹
- 쿠프 드 프랑스 : 2009-10

#### 프랑스
- FIFA 월드컵 : 준우승 (2006)

### 개인
- 발롱도르 13위 : 2005
- FIFPro 월드 베스트 XI : 2005
- ESPN 2000년대의 팀 : 2009
- 첼시 올해의 선수 : 2006
- UNFP 명예상 : 2010